# Galveston, Texas
Galveston là một thành phố thuộc hạt Galveston, tiểu bang Texas của Hoa Kỳ. Dân số thành phố là 57.500 người (2005). Thành phố nằm trên một hòn đảo giáp vịnh Mêhicô. Đảo được nối với đất liền bởi hai chiếc cầu bắc qua vịnh Galveston.
Thành phố có nhiều địa điểm du lịch hấp dẫn và một bãi biển dài nhiều dặm. Lễ hội Mardi Gras hàng năm được tổ chức tại con phố chính của thành phố.